# Kroksjön (Svartnäs socken, Dalarna)
Kroksjön är en sjö i Falu kommun i Dalarna och ingår i Gavleåns huvudavrinningsområde. Sjön är 9 meter djup, har en yta på 0,26 kvadratkilometer och är belägen 313,3 meter över havet.

## Delavrinningsområde
Kroksjön ingår i det delavrinningsområde (675096-151958) som SMHI kallar för Mynnar i Laxbäcken. Medelhöjden är 321 meter över havet och ytan är 1,73 kvadratkilometer. Det finns inga avrinningsområden uppströms utan avrinningsområdet är högsta punkten. Vattendraget som avvattnar avrinningsområdet har biflödesordning 3, vilket innebär att vattnet flödar genom totalt 3 vattendrag innan det når havet efter 110 kilometer. Avrinningsområdet består mestadels av skog (79 procent). Avrinningsområdet har 0,26 kvadratkilometer vattenytor vilket ger det en sjöprocent på 14,8 procent.